# Lorenzo de San Nicolás

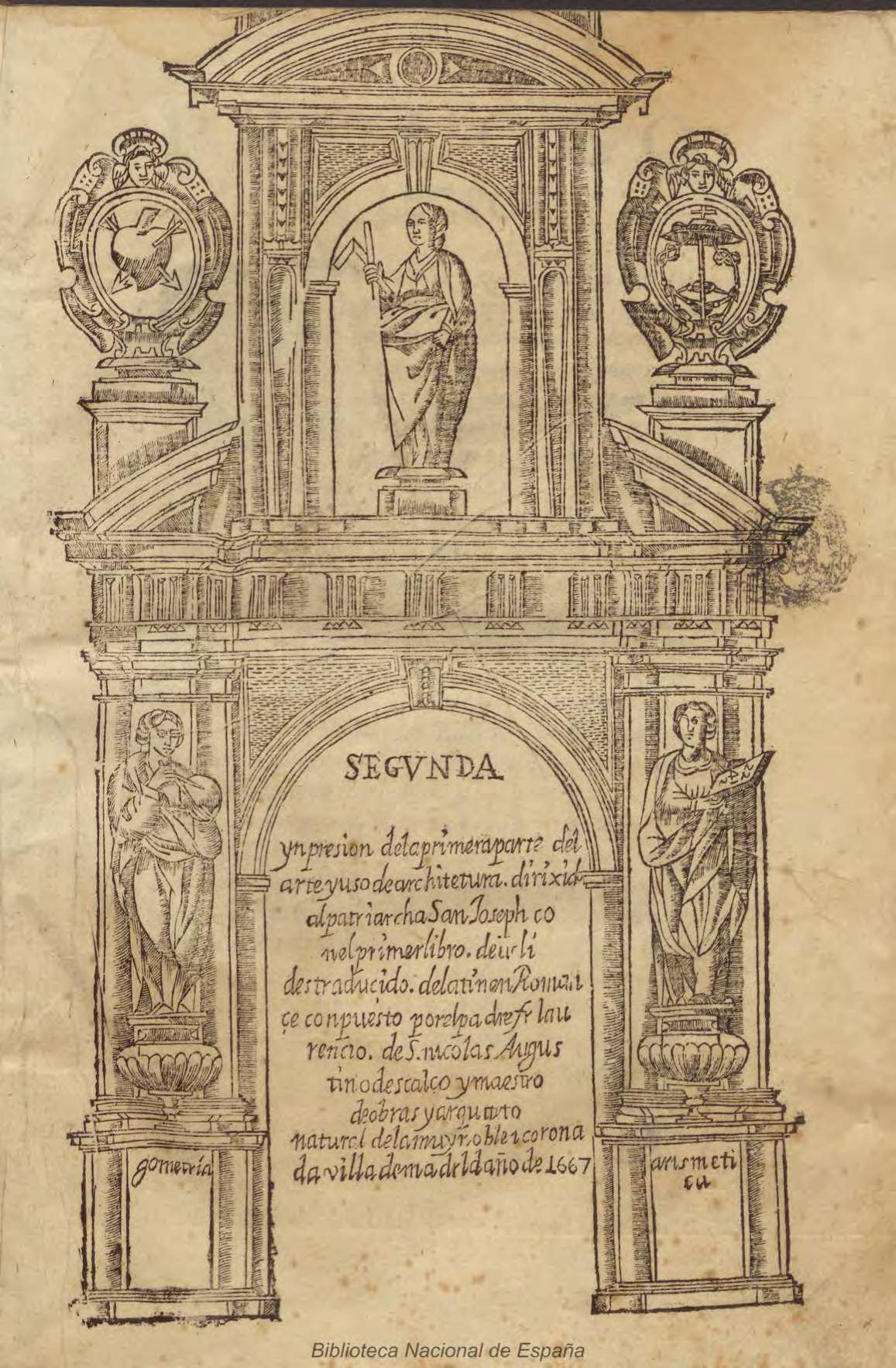
Frontis de Segunda ynpresion de la primera parte del arte y uso de architetura : dirixido al patriarcha San Joseph con el primer libro deuclides traducido de latín en Romançe conpuesto por el padre Fr. Laurencio de S. Nicolás, 1667. Biblioteca Nacional de España.

Fray Lorenzo de San Nicolás, Lorenzo Martín en el siglo (Madrid, 1593-id., 1679), fue un fraile de la Orden de Agustinos Recoletos y conocido arquitecto de la corte española durante el siglo xvii, autor de tratados de arquitectura. 

## Biografía
Nació en Madrid en 1593, siendo bautizado ese mismo año en la parroquia de San Ginés. Era hijo de María Gerbao y de Juan Martín, también arquitecto y más tarde agustino recoleto (donde profesó con el nombre de fray Juan de Nuestra Señora de la O). Tuvo tres hermanos, los cuales murieron siendo niños. Su madre también murió en Sevilla, donde la familia se había trasladado para embarcar hacia las Indias.
Después de varios traslados, Juan Martín ingresó en el convento de los agustinos descalzos de Jarandilla de la Vera, y poco después, envió al pequeño Lorenzo a Madrid a estudiar arquitectura con un maestro de obras, regresando luego junto a su padre, fray Juan de Nuestra Señora de O, que también era maestro de obras de la orden.
En 1609, a la edad de 16 años, ingresó en la orden agustina conforme a los deseos de su padre, sin dejar de lado su formación como arquitecto. En 1635 fue ordenado sacerdote. Fue en esta época, y hasta 1656 cuando realizó la mayoría de sus obras. Sin embargo, su mayor contribución a la arquitectura del siglo xvii fue su tratado de arquitectura Arte y Vso de Architectvra, publicado en dos partes, la primera en 1639 y la segunda en 1665. Esta obra gozó de gran prestigio entre los arquitectos de obras eclesiásticas de distintas congregaciones, como fue el caso del arquitecto capuchino Fray Domingo de Petrés, quien la pidió a la península (el único ejemplar que tenía su congregación) para poder consultarla en Colombia, donde desarrolló la mayor parte de su obra arquitectónica.
Sus tratados y las obras importantes que realizó le sirvieron para ser considerado un arquitecto prestigioso en España. Se le concedieron diversos títulos de honor, tales como maestro mayor de la Alhambra y de la catedral de Granada, ninguno de los cuales aceptó, aunque sí formó parte de la junta asesora de las obras de la Villa de Madrid y del Patronato Real. 
Murió a la edad de 86 años, apenas cuatro años después de proyectar su última obra.

## Tratados

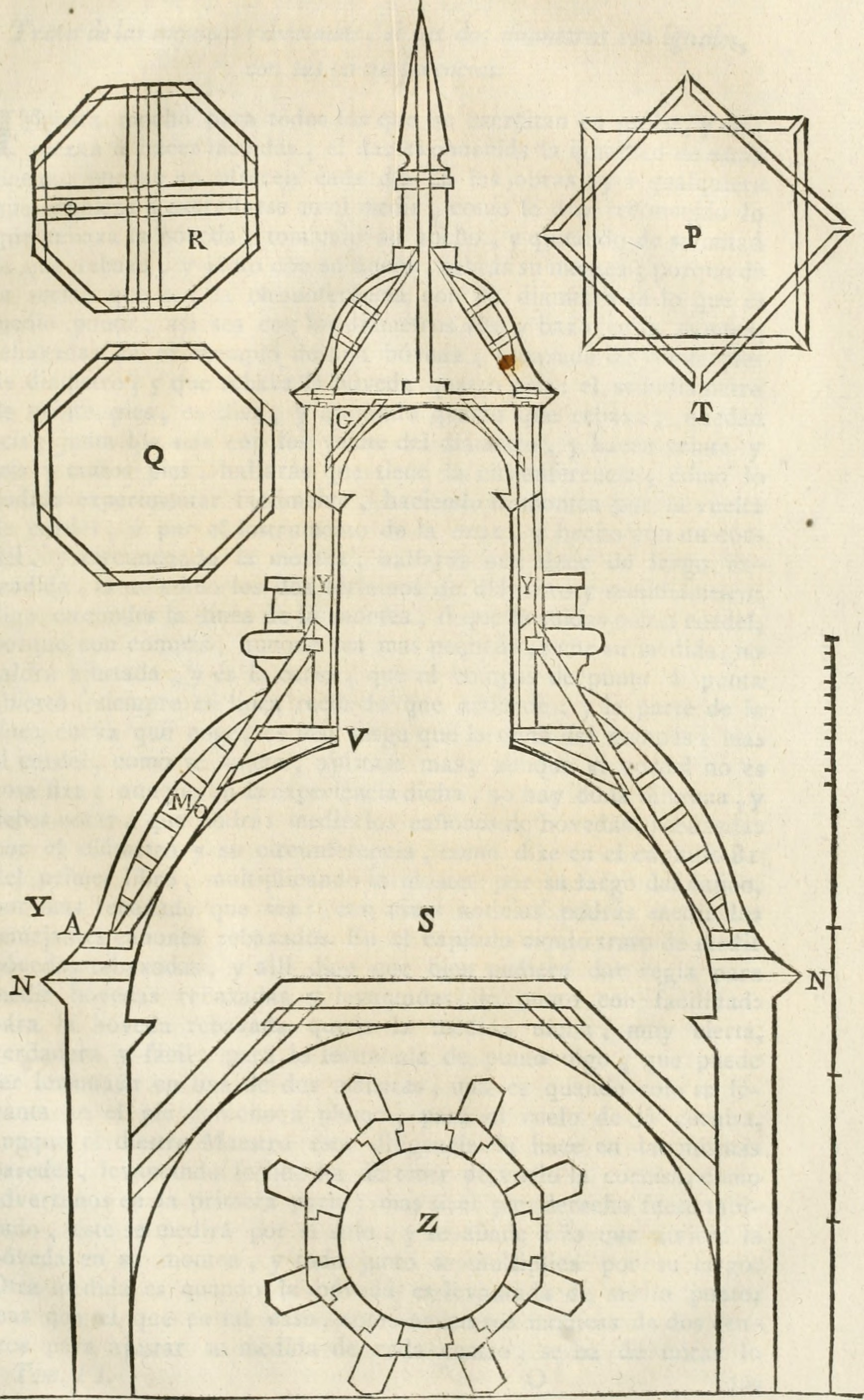
Modelo de cúpula encamonada. Ilustración de Arte y Uso de Arquitectura.

Fray Lorenzo siempre estuvo interesado en la formación de los arquitectos. Ello, unido a la falta de un manual práctico sobre el tema en español le movió a escribir un tratado, Arte y Vso de Architectvura, publicado en dos partes, la primera en 1639 y la segunda en 1665.
El tratado tiene una clara intención docente, abarcando no solo las cuestiones teóricas de la arquitectura, sino las prácticas como los presupuestos, uso de materiales o las responsabilidades de un maestro de obras. Para ello, incluyó como ejemplo algunas de las obras que había llevado a cabo en las que se muestran algunas innovaciones que introdujo en la arquitectura del siglo xvii. 
La obra, criticada en ciertos sectores por su lenguaje sencillo, le valió en cambio gran popularidad en la época, y años después, en 1665 publicaría una versión ampliada y corregida.

## Obras

### En Madrid
- Capilla dórica del Cristo del Desamparo, convento de Copacabana.
- Iglesia de San Plácido.
- Cúpula de la parroquia de San Martín y Capilla del Santísimo Cristo.
- Proyecto de la Iglesia de la Concepción Real de Calatrava.
- Reconstrucción del claustro de San Jerónimo el Real.

### En otras poblaciones

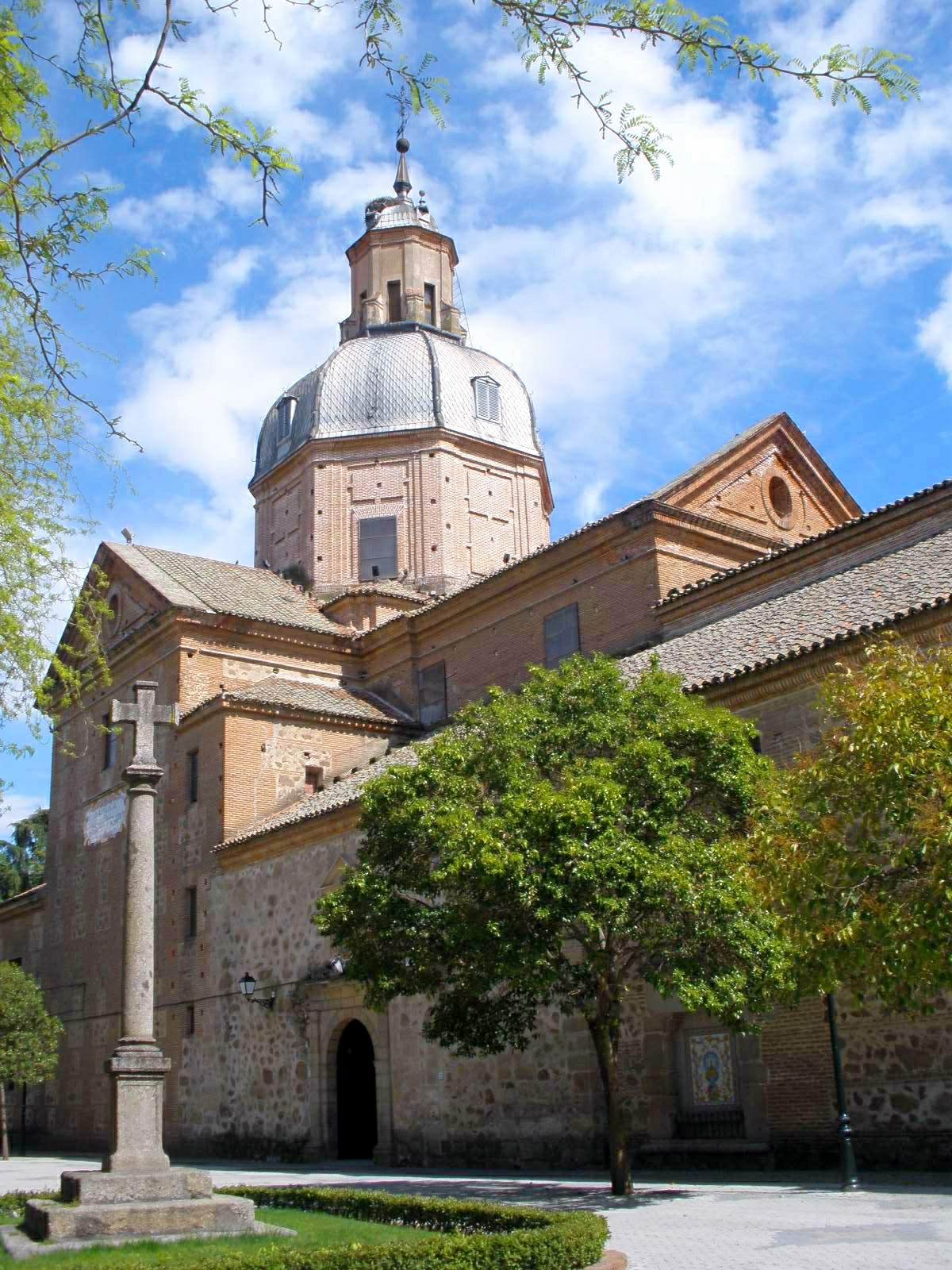
Basílica de Nuestra Señora del Prado. Talavera de la Reina.

- Capilla mayor de la Basílica de Nuestra Señora del Prado, Talavera de la Reina.
- Iglesia y convento de San Agustín el Viejo, actual Museo de Cerámica Ruiz de Luna, Talavera de la Reina.
- Monasterio de la Encarnación, Talavera de la Reina.
- Convento de los Carmelitas, Talavera de la Reina.
- Cúpula de la Iglesia de las Agustinas Descalzas, Salamanca.
- Cúpula de la Iglesia de Vidapobre, Toledo.
- Cúpula de la Iglesia de Santa Leocadia, Villaseca de la Sagra.
- Iglesia de las Agustinas Recoletas, en el convento de Agustinas de Colmenar de Oreja.
- Capilla de Nuestra Señora del Amparo, en la Iglesia de Santa María la Mayor de Colmenar de Oreja.
- Convento de las Agustinas Calzadas (Toledo).
- Cuerpo de la parroquia de San Pedro, apóstol, Novés (Toledo).